# Abrahamia sericea
Abrahamia sericea är en sumakväxtart som först beskrevs av Adolf Engler, och fick sitt nu gällande namn av Randrian. & Lowry. Abrahamia sericea ingår i släktet Abrahamia och familjen sumakväxter. Inga underarter finns listade i Catalogue of Life.